# Анналіза Кокрейн
Анналіза Кокрейн (народилася 21 червня 1996) — американська акторка. Вперше з'явилася на екрані в телефільмі «Наречена, яку він купив онлайн» (2015). У 2021-2022 роках грала Едді Прентіс у потоковому серіалі «Один із нас бреше», який отримав схвалення критиків.

## Раннє життя
Анналіза Кокрейн народилася 21 червня 1996 року в США. Кокрейн провела більше десяти років свого дитинства в Пуні. Вона вперше виявила інтерес до акторської майстерності після перегляду фільму «Хроніки Нарнії: Лев, відьма та шафа» (2005) — екранізації роману К. С. Льюїса 1950 року — у віці восьми років. Вона заявила: « Люсі Певенсі зіграла брюнетка … але … на всіх ілюстраціях, які я бачила, вона була білявою і … мені це просто не сподобалося … але з тих пір я думала, що я повинна бути акторкою».

## Кар'єра
Кокрейн почала професійно займатися акторською майстерністю в 17 років; її перша роль була на Lifetime в телефільмі «Наречена, яку він купив онлайн» (2015).
У жовтні 2019 року Кокрейн взяла участь у пілотному проекті Peacock для драматичного серіалу «Один із нас бреше». Заснований на однойменному романі Карен М. Макманус 2017 року, він розповідає про групу студентів, які стають підозрюваними у вбивстві після смерті свого однокласника. Перед прослуховуванням Кокрейн знала про роман, оскільки він був бестселером New York Times. Після першого прослуховування вона прочитала книгу, яка допомогла їй краще зрозуміти персонажа. Пілот був знятий в листопаді. Пізніше серіал отримав замовлення на повний сезон, який був знятий у травні 2021 року. «Один з нас бреше» вийшов через п'ять місяців, отримавши позитивні відгуки та швидко зібрав відданих прихильників. The Wall Street Journal назвав акторів «дуже здібними».
У січні 2022 року серіал "Один із нас бреше " було продовжено на другий сезон, який вийшов 20 жовтня. MEAWW вважав акторський склад «феноменальним» і похвалив Кокрейн, а також її колег Маріанлі Техаду, Чібуйкема Уче та Купера ван Гроотеля за те, що вони «зробили цей серіал».

## Фільмографія
| Рік       | Назва                          | Роль                 | Примітки                                      | Прим.  |
| --------- | ------------------------------ | -------------------- | --------------------------------------------- | ------ |
| 2015      | Наречена, яку він купив онлайн | Кейлі                | Телевізійний фільм                            | [ 16 ] |
| 2015      | Baby Daddy                     | Сімнадцятирічна Емма | Епізод: «Пропонований нагляд батьків»         | [ 17 ] |
| 2016      | Американська сімейка           | Мелані               | Епізод: «Пропозиція»                          |        |
| 2016      | Нічний Сталкер                 | Мері                 | Телевізійний фільм                            | [ 18 ] |
| 2016      | Особливо тяжкі злочини         | Медлін Кімбол        | Епізод: «NSFW»                                | [ 19 ] |
| 2016      | Air Jaws: Night Stalker        | TBD                  | Спеціальне телебачення                        | [ 20 ] |
| 2016      | Шанс Емми                      | Інша дівчина         | Епізод                                        | [ 21 ] |
| 2017      | Генрі Денджер                  | Ноель                | Епізод: «Небезпека подвійного побачення»      |        |
| 2017      | У Філадельфії завжди сонячно   | Іменинниця           | Епізод: «PTSDee»                              |        |
| 2017      | Популярна і закохана           | Гаряча дівчина       | Епізод: «Пілот»                               |        |
| 2017      | Дні нашого життя               | Аліса                | 1 епізод                                      | [ 22 ] |
| 2017      | Молодий і непосидючий          | Зої                  | повторювані; 12 серій                         | [ 23 ] |
| 2017      | Коричневі дівчата              | Емілі                | Телевізійний фільм                            | [ 24 ] |
| 2018–2025 | Кобра Кай                      | Ясмін                | Повторювані (1, 3 сезони); гість (4–5 сезони) | [ 25 ] |
| 2018      | Вереси                         | Шелбі Даннсток       | повторювані; 8 серій                          |        |
| 2018      | NCIS: Лос-Анджелес             | Емілі Конвей         | Епізод: «Необроблений діамант»                |        |
| 2018      | Каппа Крипто                   | Ребекка              | Головна роль; 8 серій                         | [ 26 ] |
| 2019      | Дивне місто                    | Коллін               | Епізод: «Йди до коледжу»                      |        |
| 2019      | В темряву                      | Келліанн             | Епізод: " Чистий "                            | [ 27 ] |
| 2019      | Привид                         | Скайлер              | Епізод                                        | [ 28 ] |
| 2020      | Сповідь                        | Ракель               | Епізод                                        | [ 29 ] |
| 2021–2022 | Один із нас бреше              | Едді Прентіс         | Головна роль                                  |        |